# Couvent franciscain de Gransee
Le couvent franciscain de Gransee est une ancienne abbaye franciscaine dans la commune de Gransee, dans le Land de Brandebourg.

## Histoire
L'ordre franciscain, fondé en 1210, s'étend rapidement vers la mer Baltique, en Allemagne, au XIIIe siècle et préfère les villes. Vers 1250, des couvents sont fondés à Berlin et Stralsund. À Gransee, qui reçoit le privilège urbain en 1262, les franciscains construisent dans les années 1270 une église et un monastère au nord de la ville. Ils sont mentionnés pour la première fois dans des documents en 1302. Le couvent se trouve dans le diocèse d'Havelberg (de) et appartient à la custodie de Brandebourg de la province franciscaine de Saxe (de). Il bénéficie du soutien du souverain, les comtes de Lindow-Ruppin (de), qui donnent pour la dernière fois une donation de 20 florins en 1524. Au début des années 1490, dans le cadre des conflits sur l'ordre d'observance, le couvent adopte la Constitution martinienne (de), une ligne médiane dans la poursuite de l'idéal franciscain de pauvreté.
L'église est construite en brique dans le style gothique. Selon certains experts, il s'agit d'une église à nef unique, selon d'autres, il s'agit d'une église-halle à trois nefs avec un long chœur à une seule nef. Le couvent est initialement relié au chœur de l'église au nord par son aile est, un bâtiment allongé en brique à deux étages avec un toit à pignon. La sacristie est au rez-de-chaussée et le dortoir au-dessus. Au XIVe siècle, l'aile est et l'aile ouest, reliées à un cloître, sont achevées. Vers 1330, l'enceinte de la ville est construite au nord, le long du couvent. Le couvent avec un grand jardin est désormais protégé entre l'église et l'enceinte de la ville. Cette belle propriété est plus tard appelée Cour du Prédicateur.
Lorsque la Marche de Brandebourg adopte la Réforme protestante et que les monastères sont de plus en plus rejetés, les moines vendent le complexe monastique à la ville de Gransee en 1541, ce qui se fait plus tard que dans d'autres villes. Le dernier franciscain, gardien du monastère, meurt en 1561, le couvent de Gransee disparaît. À la demande de l'électeur Joachim II, les bâtiments sont conservés par la ville et transformés pour une école qui existe jusqu'en 1963. Les services réformés ont parfois lieu dans la "Salle du Prince", le pasteur protestant vit un temps dans une autre partie du bâtiment.
Un incendie de la ville détruisit l'église abbatiale en 1604 et un autre incendie en 1711 détruit l'aile ouest et le cloître. Les vestiges sont utilisés pour construire un nouvel hôtel de ville et l'aile est, la moins endommagée, est restaurée et transformée en bâtiment scolaire. Le jardin du monastère, appelé Stadthof, sert pour l'agriculture et l'élevage. Depuis la fin des activités scolaires en 1963, le bâtiment préservé sert d'entrepôt et n'est ouvert au public que dans le cadre de visites guidées et d'expositions occasionnelles.